# 埃勒貝克峰
埃勒貝克峰（英語：Ellerbeck Peak），是南極洲的山峰，位於南喬治亞群島，海拔高度685米，在1987年由英國南極名稱諮詢委員會命名，由英國海外領土管轄。